# Kuangqu, Datong
 Kuangqu är ett gruvdistrikt i Datong i Shanxi-provinsen i norra Kina.
Kuangqu översätts till svenska med "gruvområde".